# Chapelle Notre-Dame-de-la-Mer de Cayeux-sur-Mer
La chapelle Notre-Dame-de-la-Mer dite aussi chapelle des marins est située sur le territoire de la commune de Cayeux-sur-Mer, au lieu-dit le Bout d'Amont, dans le département de la Somme, sur le littoral picard.

## Historique
La chapelle fut construite dans les années 1860 grâce à des fonds privés (cotisations prélevées par les marins sur leurs parts de pêche et dons de plusieurs familles de Cayeux-sur-Mer). Cette chapelle fut agrandie en 1889.
Depuis 1980, l'Association de sauvegarde de la Chapelle des marins se charge de son entretien. En 1982, elle a procédé au nettoyage du tympan du portail.

## Caractéristiques

### Extérieur
La chapelle est construite en brique, elle fut agrandie  d'une petite tourelle surmontée d'un clocheton, qui abrite une cloche provenant du château de Prouzel, fondue en 1812 par les ateliers Cavillier de Solente. Le bras gauche du transept abrite deux chapelles
latérales.
Le tympan du portail est orné d'une sculpture réalisée par l'abbé Dosithé Boursin (1827-1895) qui représente, en haut-relief, l'arrivée miraculeuse à Boulogne-sur-Mer de Notre-Dame de la mer, selon une tradition qui remonte au VIIe siècle. Dans le registre supérieur, la Vierge se tient debout dans une nacelle encadrée par deux anges à la proue et à la poupe qui la dirige. Contre le bordage du bateau, on voit une banderole sur laquelle est écrit : « Notre-Dame de la Mer vous protège ». Au registre inférieur, une seconde scène est composée de nombreux personnages sculptés : un évêque avec crosse et mitre, un abbé, des enfants de chœur. De chaque côté, se développent en hauteur des groupes de marins ainsi que des enfants. Tous sont sculptés dans des poses différentes, quelques-uns sont à genoux, mais presque tous ont le visage tourné vers la Vierge et l'Enfant-Jésus. Ce haut-relief comprend quarante-six figures en pied.

### Intérieur
À l'intérieur de la chapelle, sont conservées les statues en bois de la Sainte Vierge avec des rames et celle de saint Blaise qui proviennent de l'ancienne église de Cayeux-sur-Mer. Un ex-voto constitué d'un voilier et des filets de pêche, suspendus au milieu de la nef, rappellent qu'autrefois un capitaine au long cours s'est trouvé en difficulté en pleine mer un jour de tempête mais put arriver à bon port,,.